# Ekzarch Antimovo
Ekzarch Antimovo (bulgariska: Екзарх Антимово) är ett distrikt i Bulgarien.   Det ligger i kommunen Obsjtina Karnobat och regionen Burgas, i den östra delen av landet, 300 km öster om huvudstaden Sofia.
Trakten runt Ekzarch Antimovo består till största delen av jordbruksmark. Runt Ekzarch Antimovo är det glesbefolkat, med 14 invånare per kvadratkilometer.